# Корзухин, Фёдор Алексеевич
Фёдор Алексеевич Корзухин (1875, Санкт-Петербург, Российская империя — 1941/1942, Ленинград, СССР) — российский и советский архитектор.

## Биография

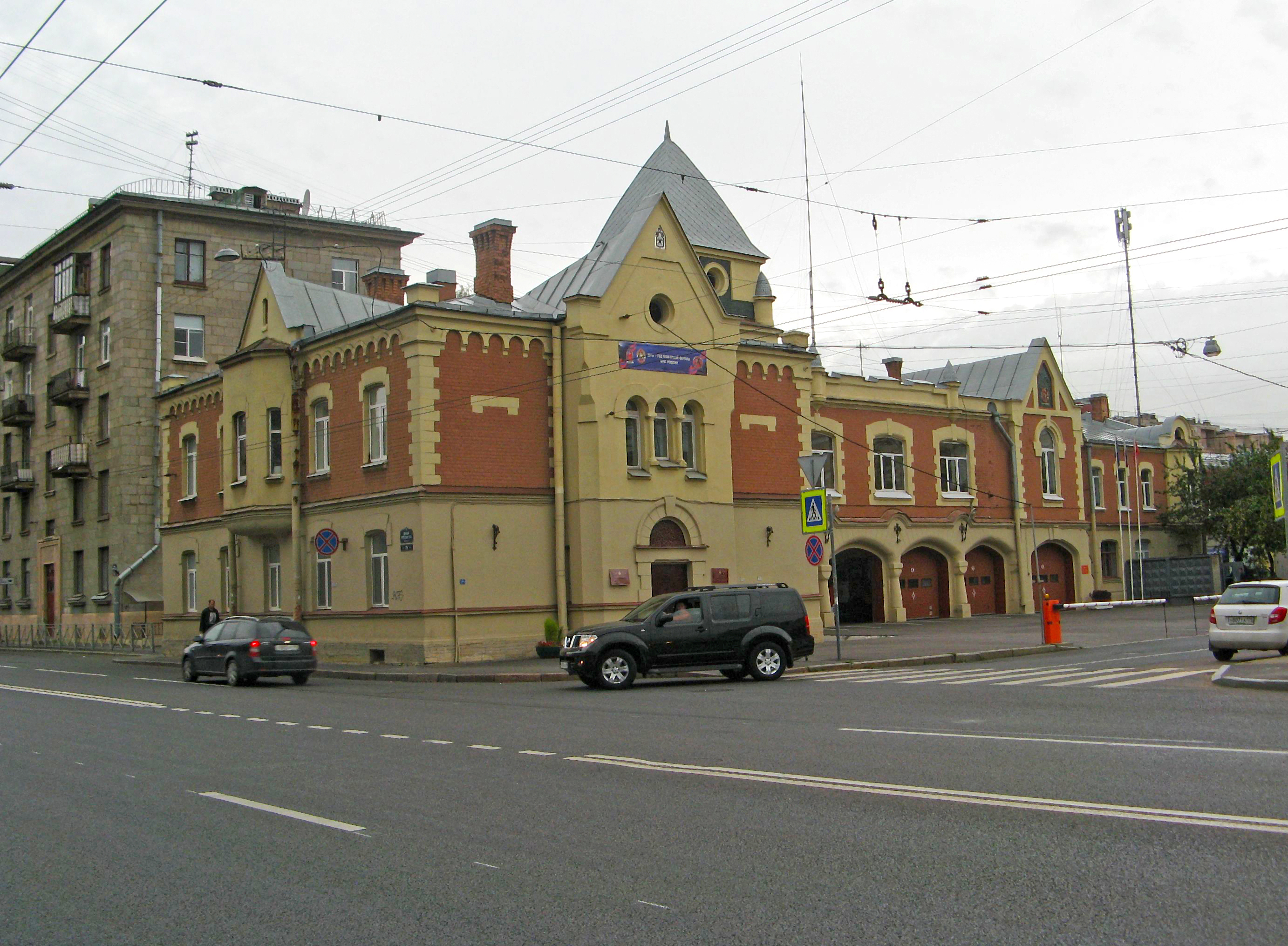
Здание Гаванского пожарного резерва, построенное Корзухиным

В 1901 году окончил архитектурный факультет Императорской Академии искусств. В том же году он получил звание художника-архитектора за проект «Городская Дума в столице». В 1903 году работал архитектором в ведомстве учреждений императрицы Марии. В начале XX века работал в стиле модерн и строил доходные дома в Санкт-Петербурге. В дореволюционный период им был построен особняк Д. Н. Кайгородова на Институтском проспекте 21, кинотеатр по улице Лизы Чайкиной 2-4, Коммерческое училище в Лесном, придел преподобного Серафима Саровского в Знаменской церкви (освящён в 1912 году, на месте церкви теперь станция метро Площадь Восстания) и другие. В 1901—1903 годах по 16 линии построил дом 29, который использовался как общежитие для студентов, закрытое в 1906 году из-за студенческих волнений (впоследствии там размещались научные лаборатории, учебные кабинеты, а потом кафедра палеонтологии).
Входил в состав педагогического совета Женских строительных курсов В. Ф. Романовой. Как архитектор Санкт-Петербургского университета в 1915 году присутствовал на заседании комиссии по созданию университетского городка. Являлся членом петербургского Общества архитекторов и Общества архитекторов-художников.
В советский период строил преимущественно гидроэлектростанции. В начале 1930-х годов работал в Днепрострое и Средволгострое. С 1935 года работал в Гидроэнергопроекте. Вместе с архитекторами Н. П. Гундобиным и А. Я. Тихомировым в 1934 году спроектировал Ярославскую ГЭС.
По разным данным, умер в блокадном Ленинграде в 1941 или 1942 году.

## Семья
- отец художник Алексей Иванович Корзухин (1835—1894).
- дочь археолог Гали Фёдоровна Корзухина (1906-1974).
  - внук Николай Николаевич Воронин (род. 1934) (от Николая Николаевича Воронина), живёт в Москве.
- дочь врач-патологоанатом Оксана Фёдоровна Корзухина.   
  - внучка археолог Марьяна Дмитриевна Корзухина (1931-2005) (от Дмитрия Дмитриевича Иваненко) (в браке Хлобыстина)
- дочь Татьяна Фёдоровна Корзухина.